# Битва під Кандагаром
Битва під Кандагаром — одна з найбільших битв другої англо-афганської війни. Битва на півдні Афганістану відбулась між британцями під командуванням генерала Робертса та афганськими силами під командою Аюб-хана. В результаті битви, в якій перемогли англійські війська, загинуло близько 3 000 чоловік з обох сторін.